# Iris Oyola
Iris Oyola es una actriz colombiana de cine, teatro y televisión, activa en las décadas de 1980 y 1990.

## Carrera
Iris inició su carrera como actriz de teatro, debutando en televisión en 1980 en el seriado El cuento del domingo producido por 	R.T.I. Televisión. Cinco años después integró el elenco de Un marinaio e mezzo, película para televisión dirigida por el italiano Tommaso Dazzi y protagonizada por Franco Nero, Santiago García y Galo Ahumada. Un año más tarde interpretó uno de los papeles protagónicos en la película de Luis Fernando Bottía La boda del acordeonero. El señor de los llanos, película española, fue su siguiente aparición en cine. La cinta fue dirigida por Santiago San Miguel y protagonizada por Juan Luis Galiardo, Maribel Verdú y  Doris Wells. En 1989 retornó a la televisión colombiana interpretando el personaje de Hieromina en la serie de época Los pecados de Inés de Hinojosa. Azúcar y Enigma en las cenizas fueron sus siguientes apariciones en televisión antes de finalizar la década de 1980.
Inició la década de 1990 participando en producciones para televisión como::Sombra de tu sombra (1991), En Cuerpo Ajeno (1992), Paloma (1993) y  Almas de Piedra (1994). Tras aparecer en algunos capítulos de la serie cómica Vuelo secreto, integró el elenco de la exitosa telenovela María Bonita, producción de RTI Televisión protagonizada por Adela Noriega y Fernando Allende. Un año después se le pudo ver en la telenovela El manantial bajo la dirección de Kepa Amuchastegui. En 1999 actuó en algunos episodios de la longeva serie familiar Padres e hijos y en la telenovela La guerra de las rosas, interpretando el papel de Norfalia.
Como actriz de teatro ha hecho parte de reconocidas instituciones como el Teatro La Mama, el Teatro Libre de Bogotá y el Teatro La Pandonga, actuando en reconocidas obras como Orinoco, Bodas de sangre, La agonía del difunto y El zoológico de cristal.

## Filmografía seleccionada

### Cine y televisión
- 1999 - La guerra de las Rosas
- 1996 - El manantial
- 1995 - María Bonita
- 1991 - Paloma
- 1989 - Azúcar
- 1988 - La boda del acordeonista
- 1988 - Los pecados de Inés de Hinojosa
- 1987 - El señor de los llanos
- 1985 - Un marinaio e mezzo
- 1980 - El cuento del domingo